# Міхаель з Бріґа
Міхаель з Бріґа  (лат. Michael de Briga) — львівський міщанин XIV—XV ст. Міський райця (1396—1403). Бурмистр Львова в 1396 р.

Походив, ймовірно з міста Бжеґ (нім. Brieg) в Сілезії.